# Краснокутский, Василий Александрович
Васи́лий Алекса́ндрович Красноку́тский (в некоторых источниках отчество указано как Андреевич, 1873 — 1 февраля 1963) — русский и советский правовед, специалист по гражданскому праву и гражданскому процессу, профессор.

## Биография
Родился в 1873 году на станции Знаменка Херсонской губернии. В 1896 году окончил юридический факультет Московского университета. В 1907 году защитил магистерскую диссертацию.
Приват-доцент кафедры гражданского права и гражданского судопроизводства (1905—1911), приват-доцент кафедры торгового права и торгового судопроизводства (1911—1916), профессор кафедры гражданского права (1917—1919) Московского университета. Читал курсы по римскому праву, гражданскому праву, гражданскому процессу, вексельному праву, торговому праву, международному частному праву, конкурсному процессу, латинскому языку. Редактировал первые посмертные издания «Учебника русского гражданского права» и «Учебника торгового права» своего учителя и друга Г. Ф. Шершеневича, совместно с А. С. Ященко и Б. И. Сыромятниковым перевел на русский язык «Конституционное право» Леона Дюги. Редактор русского перевода Германского торгового уложения.
После упразднения юридического факультета МГУ Краснокутский стал сотрудником Наркомата юстиции. Возглавлял комиссию, работавшую в 1922 году над первым проектом Гражданского кодекса РСФСР; участвовал в работе комиссий по разработке проектов Гражданского процессуального кодекса РСФСР, Положения о векселях, Положения о патентах.
С 1925 года — профессор Среднеазиатского университета, где в 1928—1929 годах был деканом экономического факультета.

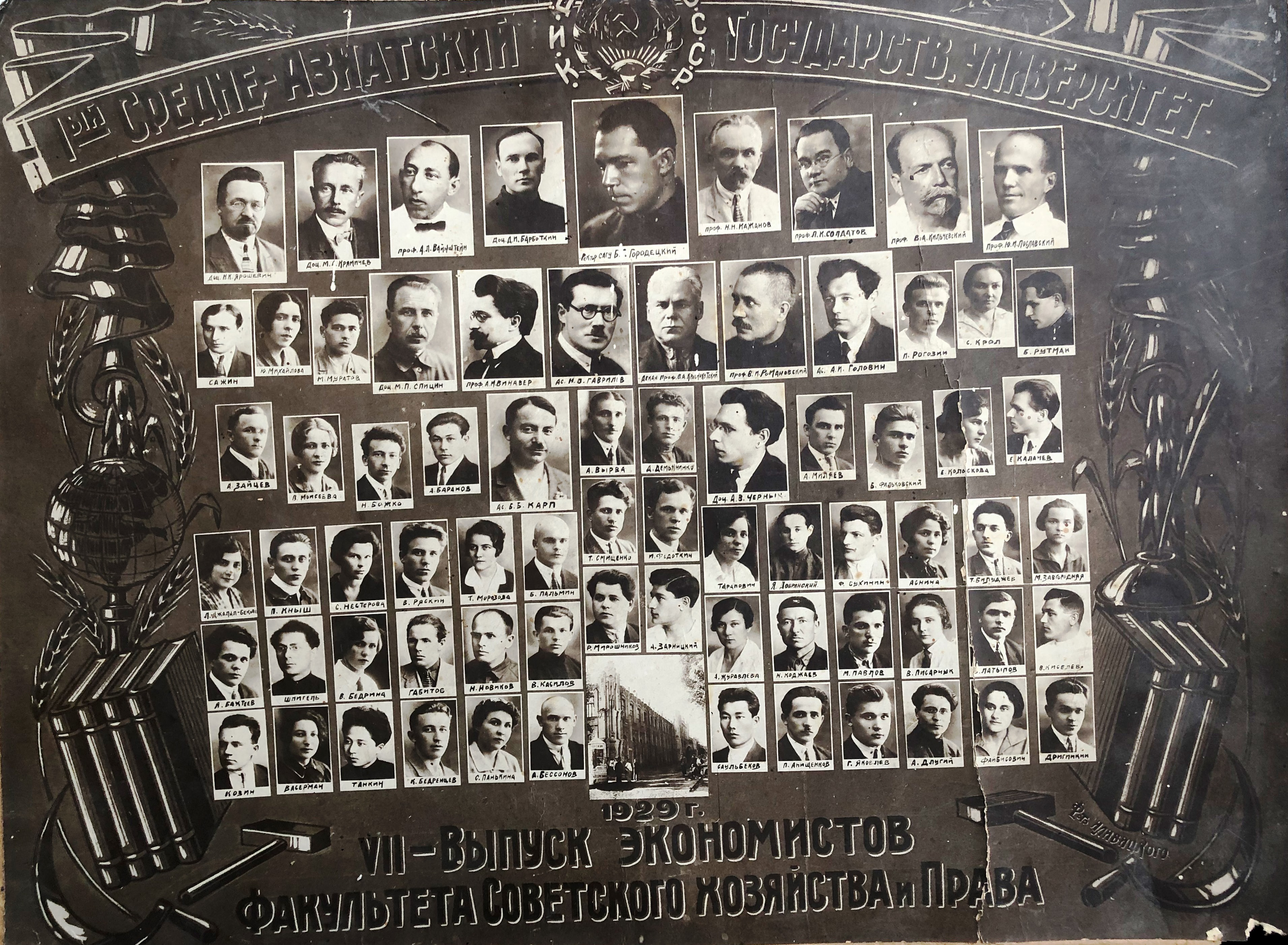
Доцент Н. К. Ярошевич, доцент М. Д. Крямичев, профессор А. Л. Вайнштейн, доцент Д. И. Барботкин, ректор САГУ Б. С. Городецкий, профессор Н. Н. Кажанов, профессор Л. К. Солдатов, профессор В. А. Кильчевский, профессор Ю. И. Пославский, доцент М. П. Спицин, профессор А. М. Винавер, ассистент Н. О. Гаврилов, декан факультета профессор В. А. Краснокутский, профессор В.И Романовский, ассистент А. И. Головин, ассистент Б. Б. Карп, доцент А. В. Черных и выпускники-студенты

В 1940-х годах — профессор юридического факультета Института внешней торговли; среди его студентов были М. М. Богуславский, М. Г. Розенберг, В. А. Туманов. В 1942—1945 годах — профессор кафедры гражданского права воссозданного юридического факультета МГУ.
Соавтор классического учебника по римскому праву под редакцией И. Б. Новицкого и И. С. Перетерского, опубликованного в 1948 году.

## Избранные публикации
- Договор комиссии. — М., 1925.
- Международное частное право. — М., 1910.
- Местное гражданское право губерний прибалтийских и привислянских. — М., 1910.
- Очерки гражданского процессуального права. Опыт систематизации законодательства РСФСР и СССР по судоустройству и гражданскому судопроизводству. — Кинешма, 1924.
- Русский торговый процесс. — М., 1915.
- Товарищества с ограниченной ответственностью. — М., 1925.